# La Roque-Baignard
Ne doit pas être confondu avec La Roche-Bernard.
Pour les articles homonymes, voir La Roque.
La Roque-Baignard est une commune française, située dans le département du Calvados en région Normandie, peuplée de 105 habitants (les Baignarochains).

## Géographie
La commune est à l'ouest du pays d'Auge. Son bourg est à 5,5 km au nord-est de Cambremer, à 14 km à l'ouest de Lisieux et à 16 km au sud-ouest de Pont-l'Évêque.
| Auvillars         | Auvillars         | Auvillars |
| Léaupartie        | La Roque-Baignard | Manerbe   |
| Montreuil-en-Auge | Montreuil-en-Auge | Manerbe   |

### Hydrographie
La commune est située dans le bassin Seine-Normandie. Elle est drainée par le ruisseau de Montreuil et le ruisseau du Val Richer,,.

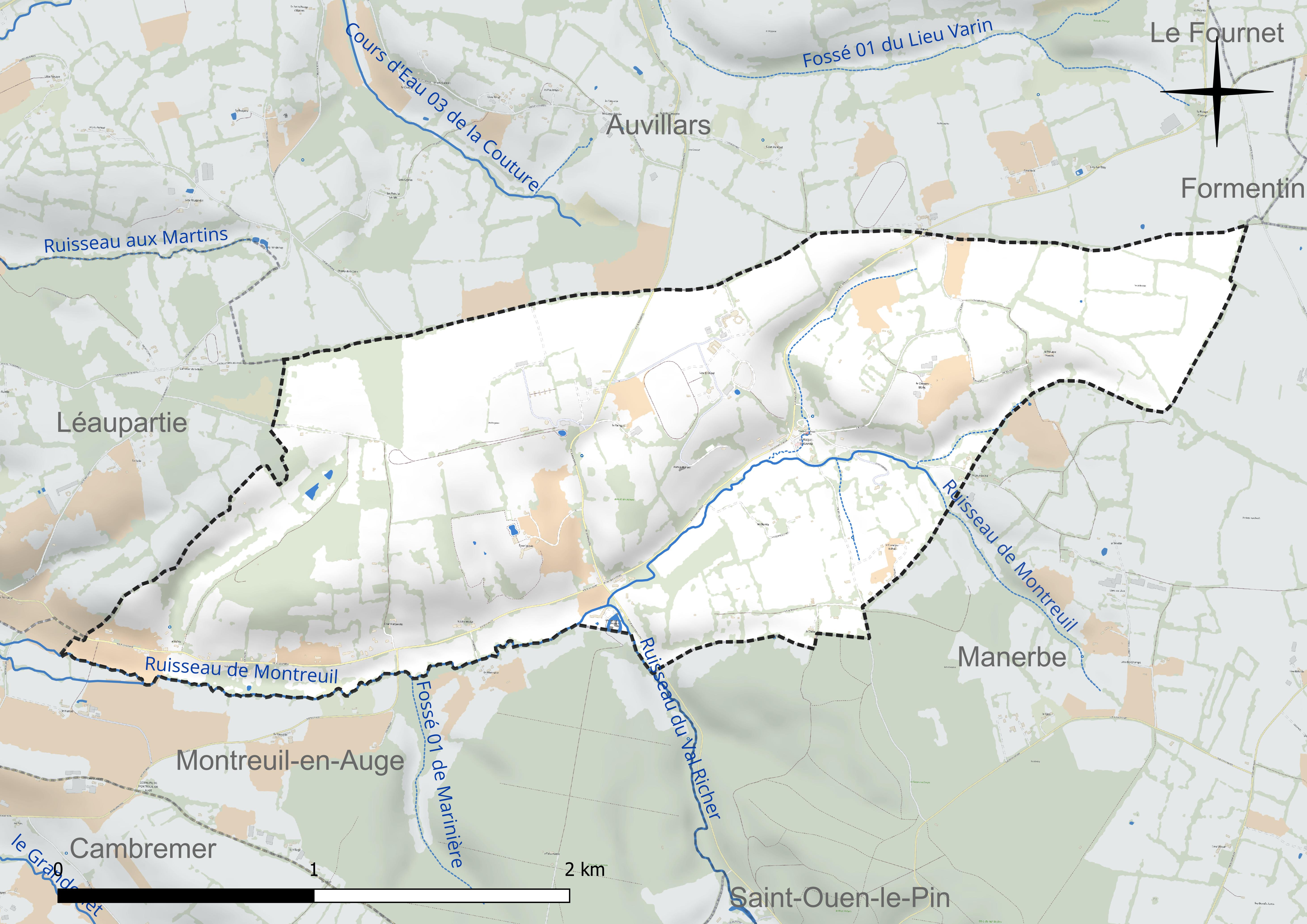
Réseau hydrographique de la La Roque-Baignard.

### Climat
Pour des articles plus généraux, voir Climat de la Normandie et Climat du Calvados.
En 2010, le climat de la commune est de type climat océanique altéré, selon une étude du CNRS s'appuyant sur une série de données couvrant la période 1971-2000. En 2020, Météo-France publie une typologie des climats de la France métropolitaine dans laquelle la commune est exposée à un climat océanique et est dans la région climatique  Normandie (Cotentin, Orne), caractérisée par une pluviométrie relativement élevée (850 mm/a) et un été frais (15,5 °C) et venté. Parallèlement le GIEC normand, un groupe régional d'experts sur le climat, différencie quant à lui, dans une étude de 2020, trois grands types de climats pour la région Normandie, nuancés à une échelle plus fine par les facteurs géographiques locaux. La commune est, selon ce zonage, exposée à un « climat contrasté des collines », correspondant au Pays d'Auge, Lieuvin et Roumois, moins directement soumis aux flux océaniques et connaissant toutefois des précipitations assez marquées en raison des reliefs collinaires qui favorisent leur formation.
Pour la période 1971-2000, la température annuelle moyenne est de 10,3 °C, avec  une amplitude thermique annuelle de 13 °C. Le cumul annuel moyen de précipitations est de 846 mm, avec 12,8 jours de précipitations en janvier et 8,4 jours en juillet. Pour la période 1991-2020, la température moyenne annuelle observée sur la station météorologique la plus proche, située sur la commune de Lisieux à 10 km à vol d'oiseau, est de 11,7 °C et le cumul annuel moyen de précipitations est de 881,4 mm,. Pour l'avenir, les paramètres climatiques de la commune estimés pour 2050 selon différents scénarios d'émission de gaz à effet de serre sont consultables sur un site dédié publié par Météo-France en novembre 2022.

## Urbanisme

### Typologie
Au 1er janvier 2024, La Roque-Baignard est catégorisée commune rurale à habitat très dispersé, selon la nouvelle grille communale de densité à 7 niveaux définie par l'Insee en 2022.
Elle est située hors unité urbaine. Par ailleurs la commune fait partie de l'aire d'attraction de Lisieux, dont elle est une commune de la couronne,. Cette aire, qui regroupe 57 communes, est catégorisée dans les aires de 50 000 à moins de 200 000 habitants,.

### Occupation des sols
L'occupation des sols de la commune, telle qu'elle ressort de la base de données européenne d'occupation biophysique des sols Corine Land Cover (CLC), est marquée par l'importance des territoires agricoles (99,9 % en 2018), une proportion identique à celle de 1990 (99,9 %). La répartition détaillée en 2018 est la suivante : 
prairies (69,9 %), terres arables (17 %), zones agricoles hétérogènes (12,9 %), forêts (0,1 %). L'évolution de l'occupation des sols de la commune et de ses infrastructures peut être observée sur les différentes représentations cartographiques du territoire : la carte de Cassini (XVIIIe siècle), la carte d'état-major (1820-1866) et les cartes ou photos aériennes de l'IGN pour la période actuelle (1950 à aujourd'hui).

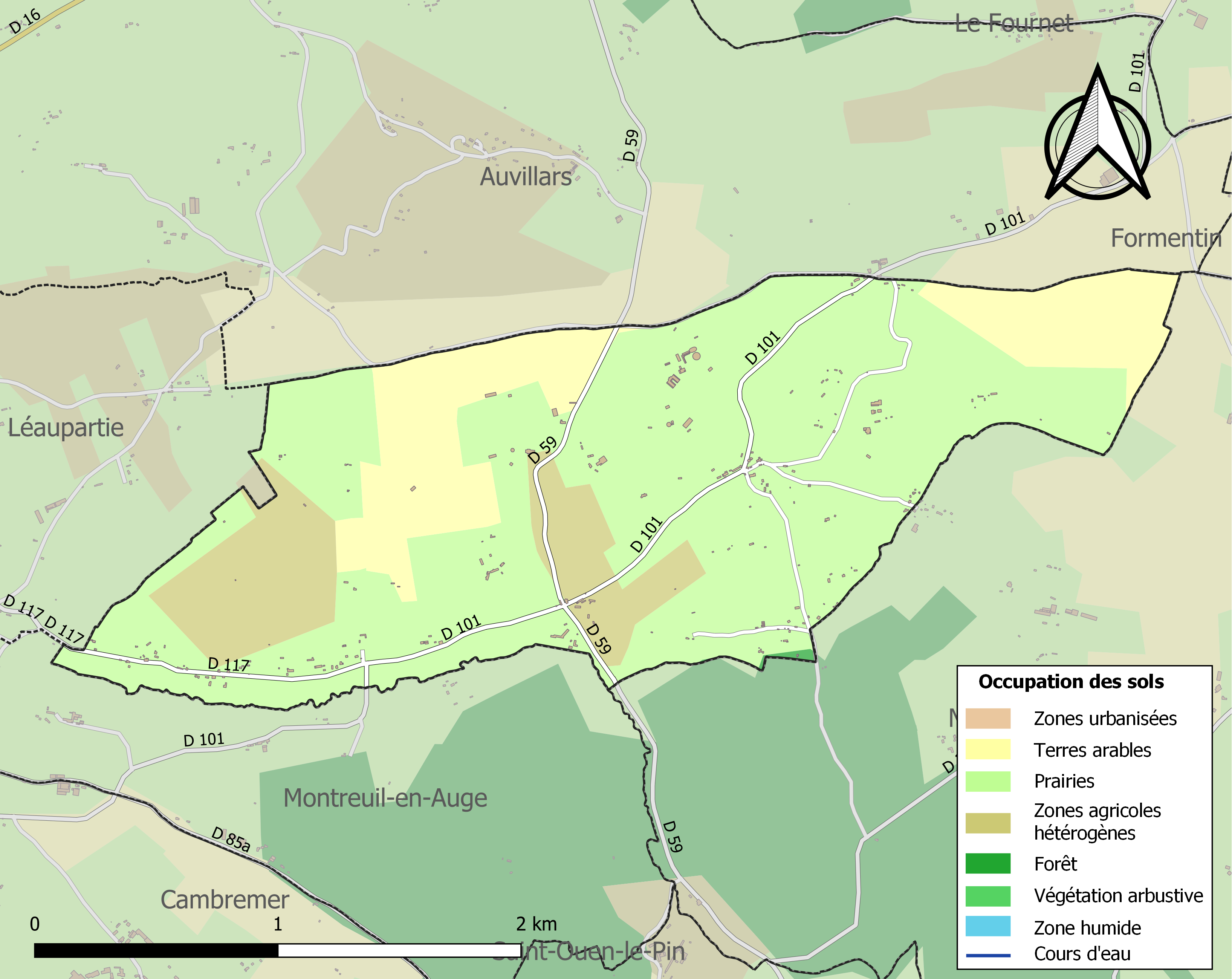
Carte des infrastructures et de l'occupation des sols de la commune en 2018 (CLC).

## Toponymie
Le nom de la localité est attesté sous la forme Roqua Baignardi au XVIe siècle.
Ce toponyme est issu de l'oïl roque « roche, château-fort » et de l'anthroponyme Bagnard , qui a pour origine l'anthroponyme germanique Bagnerus.[source insuffisante]

## Politique et administration
| Période                                  | Période   | Identité        | Étiquette | Qualité                      |
| ---------------------------------------- | --------- | --------------- | --------- | ---------------------------- |
| 1896                                     | 1900      | André Gide      | SE        | Écrivain                     |
|                                          |           |                 |           |                              |
| 1924                                     | 1968      | André Jourdain  | SE        | Agriculteur bouilleur de cru |
| 1968                                     | 1976      | Bernard Leroy   | SE        | Agriculteur                  |
|                                          |           |                 |           |                              |
| juin 1995                                | mars 2008 | Pierre Specht   | SE        |                              |
| mars 2008                                | mars 2014 | Roland Lecluze  | SE        | Ingénieur en agroalimentaire |
| mars 2014                                | mais 2020 | Pierre Fremiot  | SE        | Retraité                     |
| mai 2020                                 | En cours  | Edwige Anquetil | SE        | Infirmière                   |
| Les données manquantes sont à compléter. |           |                 |           |                              |

Le conseil municipal est composé de onze membres dont le maire et deux adjoints.

## Démographie
L'évolution du nombre d'habitants est connue à travers les recensements de la population effectués dans la commune depuis 1793. Pour les communes de moins de 10 000 habitants, une enquête de recensement portant sur toute la population est réalisée tous les cinq ans, les populations de référence des années intermédiaires étant quant à elles estimées par interpolation ou extrapolation. Pour la commune, le premier recensement exhaustif entrant dans le cadre du nouveau dispositif a été réalisé en 2006.
En 2022, la commune comptait 105 habitants, en évolution de −8,7 % par rapport à 2016 (Calvados : +1,58 %, France hors Mayotte : +2,11 %).
La Roque-Baignard a compté jusqu'à 322 habitants en 1831.
| 1793 | 1800 | 1806 | 1821 | 1831 | 1836 | 1841 | 1846 | 1851 |
| ---- | ---- | ---- | ---- | ---- | ---- | ---- | ---- | ---- |
| 286  | 279  | 316  | 295  | 322  | 285  | 250  | 248  | 247  |

| 1856 | 1861 | 1866 | 1872 | 1876 | 1881 | 1886 | 1891 | 1896 |
| ---- | ---- | ---- | ---- | ---- | ---- | ---- | ---- | ---- |
| 230  | 208  | 189  | 177  | 184  | 180  | 179  | 158  | 149  |

| 1901 | 1906 | 1911 | 1921 | 1926 | 1931 | 1936 | 1946 | 1954 |
| ---- | ---- | ---- | ---- | ---- | ---- | ---- | ---- | ---- |
| 181  | 153  | 132  | 146  | 144  | 132  | 130  | 123  | 132  |

| 1962 | 1968 | 1975 | 1982 | 1990 | 1999 | 2006 | 2011 | 2016 |
| ---- | ---- | ---- | ---- | ---- | ---- | ---- | ---- | ---- |
| 99   | 87   | 67   | 57   | 93   | 116  | 125  | 111  | 115  |

| 2021 | 2022 | - | - | - | - | - | - | - |
| ---- | ---- | - | - | - | - | - | - | - |
| 110  | 105  | - | - | - | - | - | - | - |

## Économie
Les activités économiques exercées sur le territoire communal sont historiquement liées à l'élevage en général, et plus particulièrement à l'élevage des chevaux. L'environnement de type herbagé bénéficie d'un relief avantageux et très favorable aux équidés sur les pentes de la vallée comme sur le plateau dominant le village lui-même. Quelques agriculteurs  exploitent encore bovins et caprins dans le cadre de leur production de viande ou de lait sur le territoire communal à ce jour.
D'importants haras comme de plus modestes sont installés sur ce territoire. L'élevage Roc, naisseur de l'étalon Poney français de selle Athys Roc, est devenu aussi un haras éleveur de Trotteurs français. L'élevage du Costil G est spécialisé dans l'élevage de poneys français de selle destinés au saut d'obstacles. Il a notamment fait naître les performeuses reconnues Ludvina du Costil et Régate du Costil, et surtout l'étalon Silancer du Costil, envoyé plus tard au haras national de Saint-Lô. Il est le lieu d'élevage de Tycoon Carwyn et d'Armene du Costil G, médaille de bronze aux championnats d'Europe 2019 en Pologne sous la selle de Jeanne Hirel. Le haras de la Roque a rejoint ce territoire pour y exercer une activité d'élevage et d'entrainement de chevaux de selle. 
En 2011, le haras d'Ombreville s'est installé et spécialisé dans l'élevage et la préparation aux ventes de chevaux de race Pur-sang destinés aux courses. Il s'est agrandi en 2023.
La commune propose par ailleurs des gîtes, comme la ferme de la Trigale ainsi que le gîte de la Vallée

## Lieux et monuments

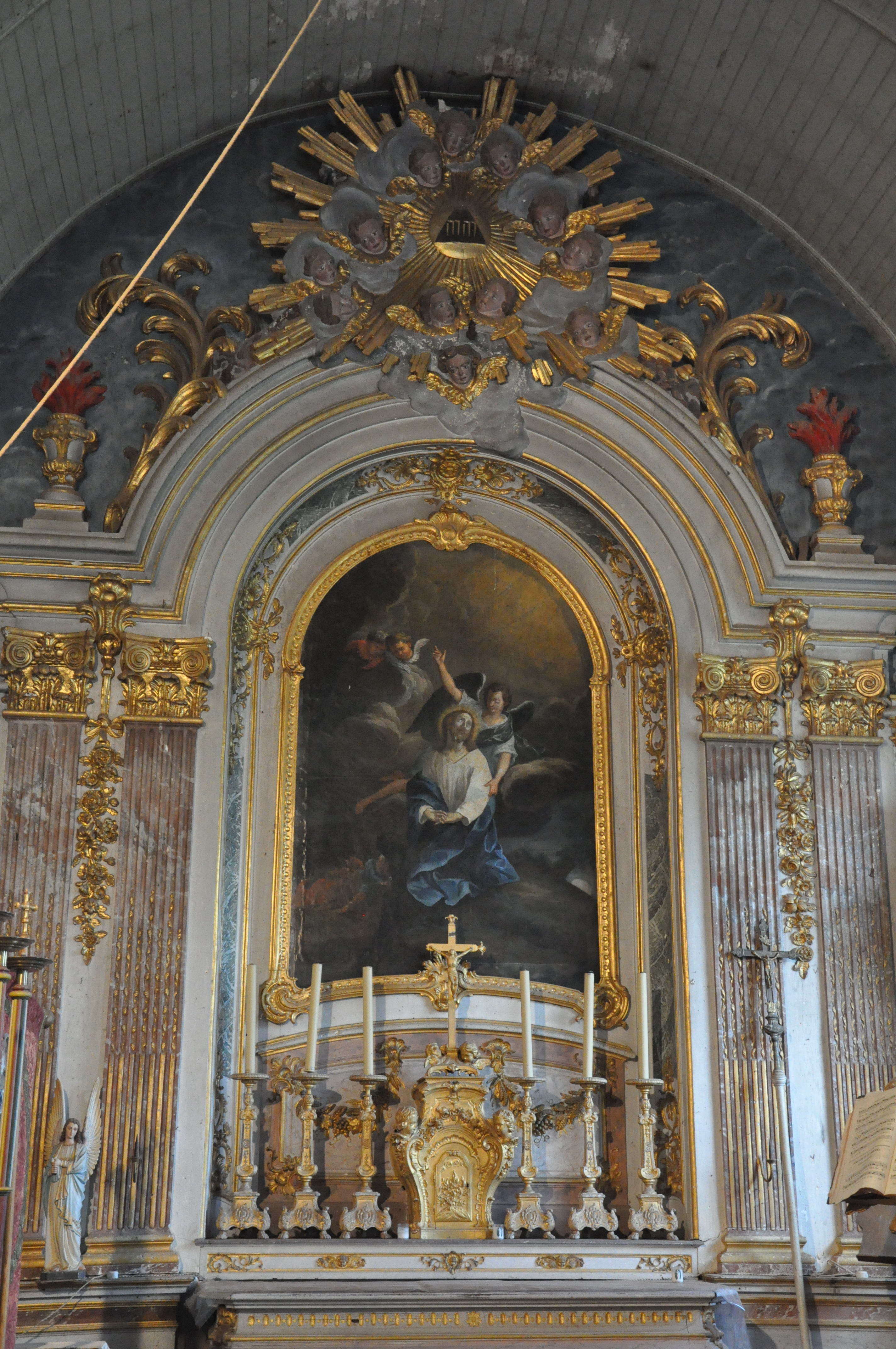
Retable du maître-autel : L'Assomption saint Martin et saint Jacques, à titre d'objet.

- Château de La Roque-Baignard (XVIe et XIXe siècles), inscrit au titre des monuments historiques[27].
- L'église Saint-Martin (XVe siècle) est remarquable ainsi que les bâtiments qui l'entourent. Elle abrite des œuvres classées à titre d'objets monuments historiques (autel-retable, statues…)[28]. Dans le cimetière, on retrouve les monuments des derniers Labbey de la Roque.

Le village s'étend sur différents sites et lieux-dits comme le Faingot : lieu de fabrication des fagots pour le château ; le carrefour : avec la Cabane de Charles Mérouvel, écrivain disparu ; le château, la scierie et le four à chaux ; le Lieu Bréard, le Chemin Blanc, la Forge, le Quartier du Chien, la Vallée…

## Activité et manifestations
Le territoire est propice aux promenades et randonnées pédestres comme équestres sur les chemins ruraux ancestraux entretenus et  rouverts grâce à une politique communale de protection du patrimoine public.

## Personnalités liées à la commune
André Gide, prix Nobel de littérature 1947, a été élu maire de cette commune de 1896 à 1900. Il possédait par héritage le château (vendu en 1900) ainsi que les fermes et les terres alentour, cédées en 1909 à l'écrivain Charles Mérouvel.